# Antic escorxador de Santa Bàrbara
L'Antic escorxador de Santa Bàrbara és una obra del municipi de Santa Bàrbara (Montsià) inclosa en l'Inventari del Patrimoni Arquitectònic de Catalunya.

## Descripció
Edifici de planta quadrada que ocupa el centre d'un pati. Hi destaca la façana, una mica "déco", creuada per elements formals verticals i rematada per cornisa i fris.
La porta, centrada, a la qual s'accedeix per tres graons, és força alta, amb una llinda a sobre la qual s'observa l'escut de la vila. Dos finestres molt altes, una a cada costat, completen els buits de la façana. Es veu algun element decoratiu anacrònic, però el conjunt és de certa senzillesa formal. La part posterior té un tractament formal diferent, amb un gran arc cec ornat amb un reixat de maons.
Edifici d'obra arrebossada, amb parets mestres gruixudes.. té una sola planta, de sostres alts. La part posterior té coberta de teula a dues vessants. Al davant la coberta és en forma de terrat. Té adossada una nau a dues vessants amb coberta de fibrociment en sentit oposat als vessants de la part posterior original.

## Història
Fou inaugurat el 1928 pel batlle del poble, D. Frederic Espuny, botiguer de roba. L'edifici ja no funciona com escorxador, segurament des dels anys 80. L'any 2001 l'edifici es va rehabilitar i actualment és l'Escola de Música Germans Arasa "Los Flarets". A l'escola de música hi tenen cabuda totes les entitats musicals del 
municipi, on realitzen els seus assajos i les seves classes.